# Ferrari 412 T1
Chronologie des modèles (1994)
Ferrari F93A Ferrari 412 T2
La Ferrari 412 T1 est la monoplace de Formule 1 engagée par la Scuderia Ferrari lors de la saison 1994 de Formule 1. Elle est pilotée par le Français Jean Alesi, l'Autrichien Gerhard Berger et l'Italien Nicola Larini, pilote d'essais de l'écurie titularisé pendant deux courses en remplacement du Français.

## Historique
La 412 T1 présente quelques différences par rapport à sa devancière, la Ferrari F93A, avec sa nouvelle boîte de vitesses et un moteur V12 modifié. En course, la monoplace italienne permet à ses pilotes de terminer régulièrement sur le podium, avec notamment une deuxième place pour Berger au Grand Prix du Pacifique.
Peu avant, lors d'essais libres organisés sur le circuit de Fiorano, Jean Alesi est victime d'un accident. Touché aux cervicales, le Français est remplacé par Nicola Larini, qui obtient à Saint-Marin son unique podium grâce à sa deuxième place. Alesi revient à Monaco et termine cinquième de la course, tandis que son coéquipier termine troisième.
À partir de la septième manche de la saison, au Grand Prix de France, la Scuderia Ferrari engage en course une version B de sa 412 T1. La nouvelle voiture dispose de nouveaux pontons raccourcis et moins intégrés à la coque, ainsi que d'un châssis plus stable, comme le souhaitait John Barnard, le concepteur de la monoplace.
Avec elle, Berger remporte en Allemagne la première victoire de la Scuderia Ferrari depuis le Grand Prix d'Espagne 1990 et Alain Prost, l'Autrichien étant parti de la pole position. Jean Alesi signe sa première pole position au Grand Prix d'Italie, mais abandonne sur problème mécanique alors qu'il est en tête de l'épreuve. Le Français monte sur la troisième marche du podium au Grand Prix du Japon, tandis que son coéquipier abandonne sur problème électrique.
À la fin de la saison, la Scuderia Ferrari termine troisième du championnat des constructeurs avec 71 points, onze podiums dont une victoire et trois pole positions.

## Résultats en championnat du monde de Formule 1

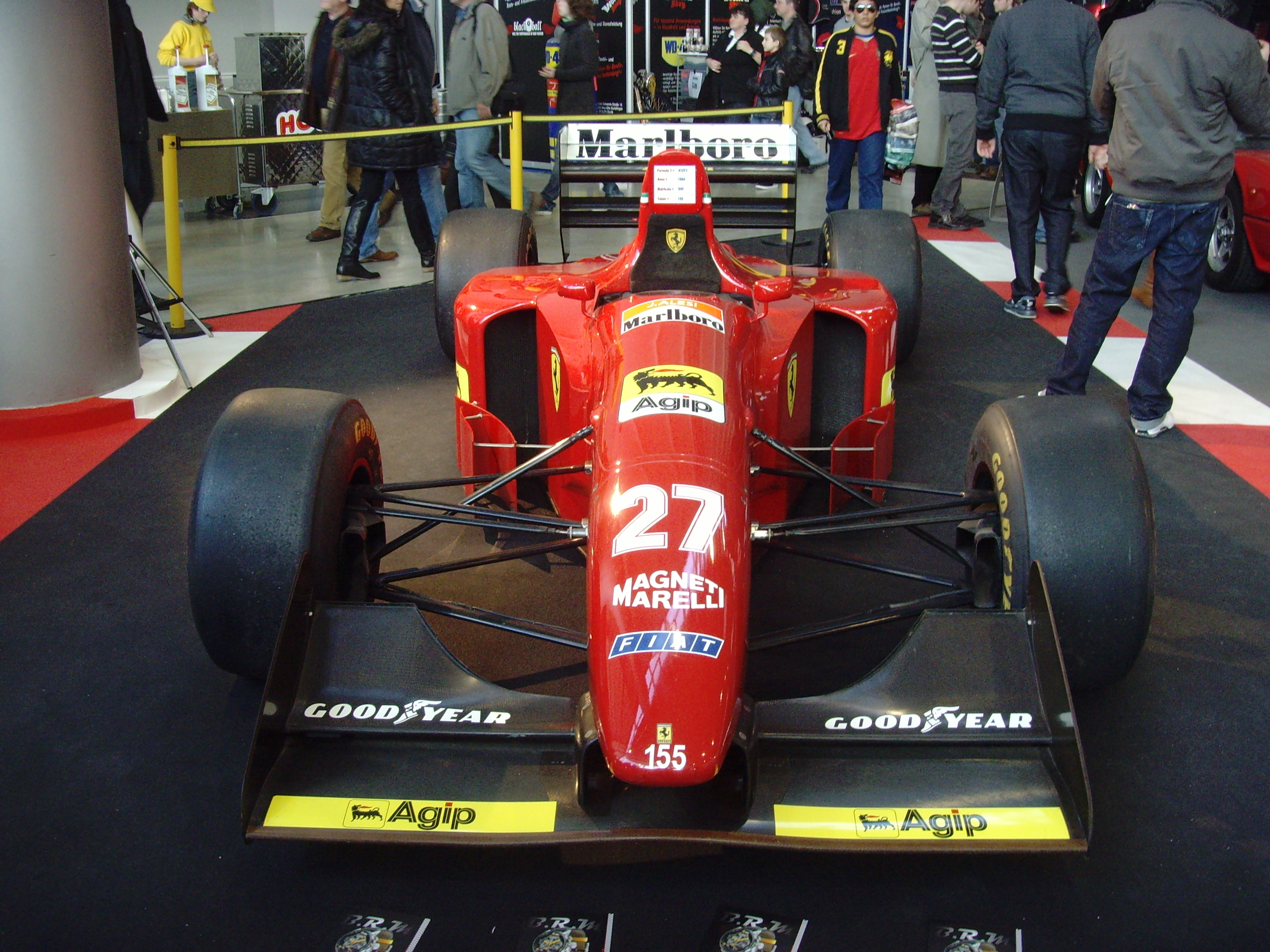
La Ferrari 412 T1 de Jean Alesi exposée à Stuttgart.

| Saison | Écurie           | Moteur               | Pneus    | Pilotes        | Courses | Courses | Courses | Courses | Courses | Courses | Courses | Courses | Courses | Courses | Courses | Courses | Courses | Courses | Courses | Courses | Points inscrits | Classement |
| Saison | Écurie           | Moteur               | Pneus    | Pilotes        | 1       | 2       | 3       | 4       | 5       | 6       | 7       | 8       | 9       | 10      | 11      | 12      | 13      | 14      | 15      | 16      | Points inscrits | Classement |
| ------ | ---------------- | -------------------- | -------- | -------------- | ------- | ------- | ------- | ------- | ------- | ------- | ------- | ------- | ------- | ------- | ------- | ------- | ------- | ------- | ------- | ------- | --------------- | ---------- |
| 1994   | Scuderia Ferrari | Ferrari Tipo 043 V12 | Goodyear |                | BRÉ     | PAC     | SMR     | MON     | ESP     | CAN     | FRA     | GBR     | ALL     | HON     | BEL     | ITA     | POR     | EUR     | JAP     | AUS     | 71              | 3e         |
| 1994   | Scuderia Ferrari | Ferrari Tipo 043 V12 | Goodyear | Jean Alesi     | 3e      |         |         | 5e      | 4e      | 3e      | Abd     | 2e      | Abd     | Abd     | Abd     | Abd     | Abd     | 10e     | 3e      | 6e      | 71              | 3e         |
| 1994   | Scuderia Ferrari | Ferrari Tipo 043 V12 | Goodyear | Nicola Larini  |         | Abd     | 2e      |         |         |         |         |         |         |         |         |         |         |         |         |         | 71              | 3e         |
| 1994   | Scuderia Ferrari | Ferrari Tipo 043 V12 | Goodyear | Gerhard Berger | Abd     | 2e      | Abd     | 3e      | Abd     | 4e      | 3e      | Abd     | 1er     | 12e     | Abd     | 2e      | Abd     | 5e      | Abd     | 2e      | 71              | 3e         |

Légende : ici 